# 激突!プロ野球12球団対抗日本シリーズ
『激突!プロ野球12球団対抗日本シリーズ』（げきとつ プロやきゅうじゅうにきゅうだんたいこうにっぽんシリーズ）は、1981年から1986年までフジテレビ系列の『火曜ワイドスペシャル』でプロ野球オフシーズン中の特別番組として放送されたゲームバラエティ番組である。

## 概要
プロ野球セ・パ両リーグのスタープレーヤーが各チーム3人ずつ参加、両リーグに分かれてゲームやクイズに挑戦、得点の多い2チームにより日本シリーズを繰り広げる。
この時期各局で行われていたプロ野球オフシーズンのゲーム番組の1つだが、当番組の売りは、セ・パ両リーグに分かれてゲームやクイズを行った後、双方の高得点チームがプロ野球日本シリーズ形式で決勝ゲームを行うという趣向である。
収録は日本青年館ホールで行われていた。

## 放送日時
| 回    | 放送日        | 放送時間（JST）   |
| ----- | ------------- | ----------------- |
| 第1回 | 1981年3月10日 | 火曜20:00 - 21:24 |
| 第2回 | 1982年1月19日 | 火曜19:30 - 20:54 |
| 第3回 | 1983年1月18日 | 火曜19:30 - 20:54 |
| 第4回 | 1984年1月24日 | 火曜19:30 - 20:54 |
| 第5回 | 1985年2月19日 | 火曜19:30 - 20:54 |
| 第6回 | 1986年1月21日 | 火曜19:30 - 20:54 |

## 出演者

### 司会
- 高島忠夫

### 進行役
- ザ・ぼんち
- ツービート
- B&B
- 江口明（元・ナンセンストリオ）
- とんねるず
- ほか

### ゲスト歌手
- 田原俊彦
- 柏原芳恵
- 石川秀美
- 堀ちえみ
- ほか

## 進行
出場選手は各チーム3人。席はステージ左がセ・リーグ、ステージ右がパ・リーグで、前列は前年のAクラス、後列は同じくBクラスとなる。
まず全12チームでのゲームやクイズを行い、全てが終わった所で各チームの点数を発表し、双方の最高得点チームが「日本シリーズ」進出と認定された。そして、「日本シリーズ」では1対1のゲームを行い、勝った方が優勝、優勝するとステージの上につる下げたくす玉が割れ、大量の紙吹雪・風船・紙テープが舞った。そして優勝チームには優勝旗が授与され、さらに賞品が贈られた。
最後は司会の高島の「ゲーム・セット!!」の掛け声とともに、観客席に出場選手からサインボール（ゴムボール）が投げられて番組終了となった。

## ゲームのいろいろ
ボール・イン・ワン
第1のゲーム。毎回行われた。各チーム3名が出場、1人は上にボウルを付けたヘルメット、1人は樋を付けたヘルメットをそれぞれ被り、もう1人はゲスト歌手と肩を組む。合図と同時に、「ボウル」役の選手はピンポン玉をステージにバウンドさせてボウルに入れ、「樋」役の選手の樋に乗せ転がし、その玉を歌手ペアの選手は相手の頬と頬の間に入れ、籠に入れる。制限時間は1分。入れた玉数が点数となる。
イントロクイズ
第2コーナー。これも毎回行われた。同局放送中の『クイズ・ドレミファドン!』の同コーナーと同じで、流れたイントロを聞いて曲名を早押しで答える。正解すれば点数を獲得。ただし不正解でも、本家の「バッテンマスクを着けて解答権を失う」という事は無い。
ものまねクイズ（正式名不明）
1981年頃のコーナー。プロ野球選手のものまねが得意な人が現れ、ある選手のものまねをする。選手は誰のものまねをしているかを、早押しで答える。出場選手のものまねをした時には、その選手がステージに来てそのポーズをした。
（正式名不明）
1982年頃のゲーム。各チームの3名が、かつらを被って「父」「母」「おじいさん」に扮し、仕切り棒の下にしゃがむ。そして江口明の「○○上げて!××下げて!」（これは江口が所属していたナンセンストリオのギャグ「旗揚げ」より）の掛け声と共に、言われた選手は仕切り棒から上がったり下がったりする。引っかかったら終わり、成功した回数が点数となる。冒頭、デモンストレーションとしてB&Bらが担当した時、「おじいさん」に扮したB&Bの島田洋七は「大洋の山下です!!」と本人の前でボケた。するとツービートのビートたけしは「じゃあ、ロッテの倉持はどうなんだよ!!」と言い返した。
バットで刺せ!
1985年のゲーム。「黒ひげ危機一発」をモチーフにしたゲームで、選手の1人が野球ボール状の差し場の上の椅子に座り（「危機一発」の海賊に相当）、他の2人は合図と共に、差し場にバット（「危機一発」の短剣に相当）を刺す。椅子の選手が上昇したら終わり、刺したバットの本数が点数になる。
モグラ叩き
1986年のゲーム。相手リーグの選手代表が台の下に隠れ、合図と共に台の穴から出たり引っ込んだりする。選手はその選手目掛けてピコピコハンマーで叩く。制限時間は1分。
（正式名不明）
全回行われた「日本シリーズ」ゲーム。合図と同時に、選手3名はゴムボールを投げて、相手選手の裏の障子の障子紙を破る（『ドバドバ大爆弾』の「猛烈ピッチング」と同じ）。相手選手はグローブを持って、破らせないように妨害する。制限時間は1分。交代で行い、破った数の多い方が優勝となる。使ったゴムボールは、EDのサインボールに使われた。

## 備考
- テーマ曲は、第5回までは当時のフジテレビのスポーツテーマ『ライツアウトマーチ』（作曲：アール・エレソン・マッコイ）だったが、第6回のみ新スポーツテーマ『フジテレビ・スポーツテーマ』（作曲：新田一郎）となった。
- 後身の『オールスタープロ野球12球団対抗歌合戦』と違い、継続中に球団名が変わったチームはなかった。